# قلعه کنگلو

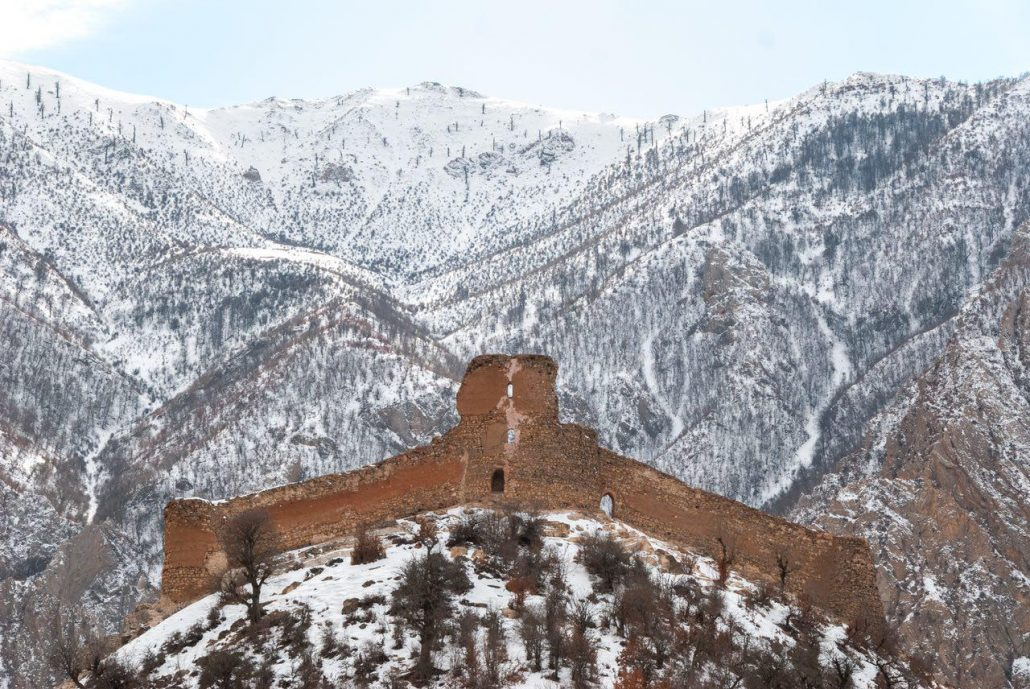

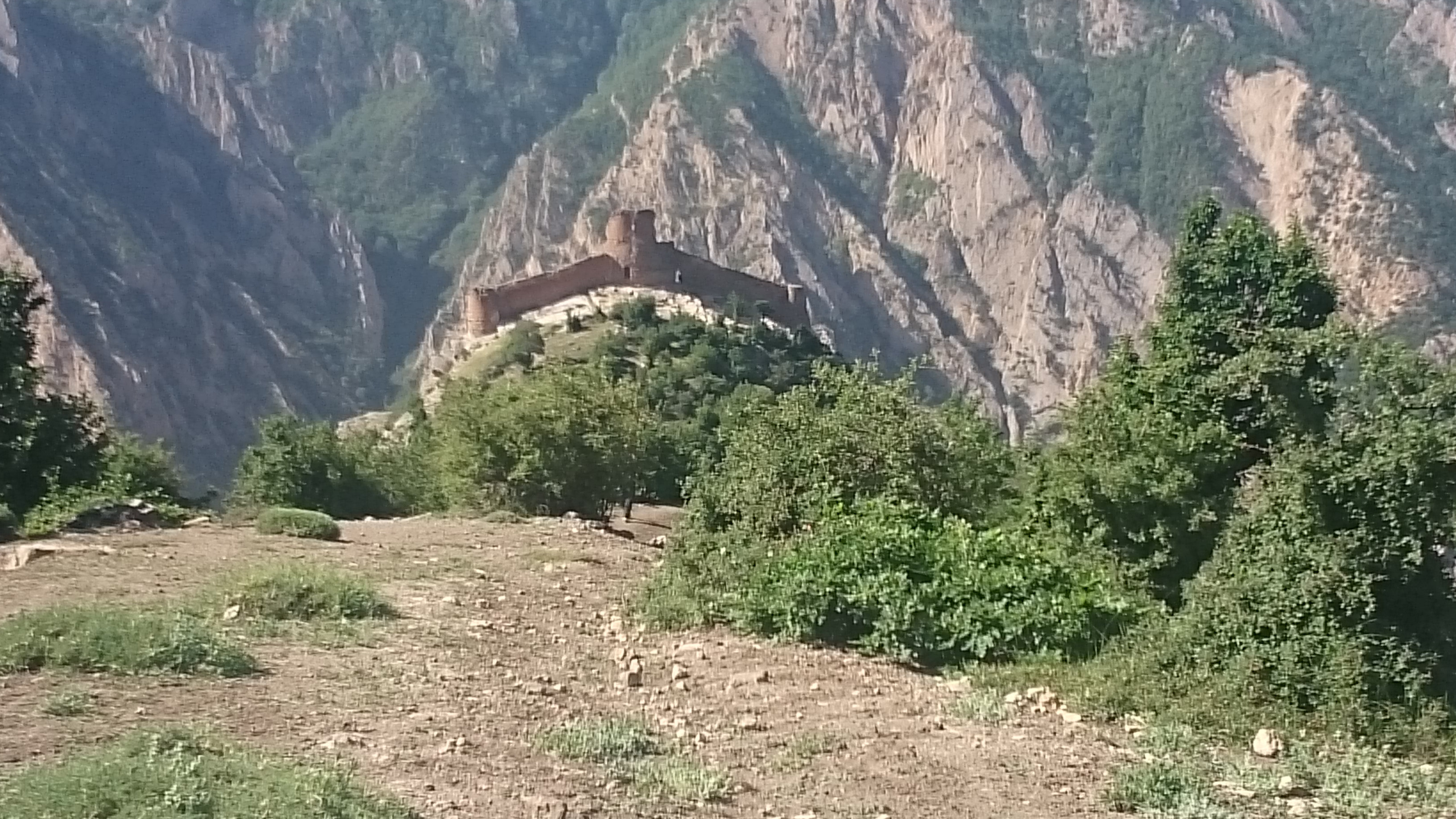

قلعهٔ کَنگِلو به عنوان یکی از قلعه‌های تاریخی ایران در شهرستان سوادکوه و سی و نه کیلومتری شهر پل سفید در روستای کنگلو روی صخره‌ای عظیم قرار دارد. این قلعه به عقاب مازندران شهرت دارد. ارتفاع قلعه از سطح دریا ۱٬۸۱۱ متر است. نمای خارجی قلعه را یک باروی عظیم سنگی تشکیل می‌دهد که در قسمت میانی و طرفین آن، برج‌های دیده‌بانی تعبیه شده‌است. فضای داخلی این قلعه با توجه به بقایای آن، مدور و در دو طبقه ساخته شده بود که قسمت عمدهٔ آن از میان رفته و در حال ویرانی است. 
عمدهٔ مصالحی که در ساختمان قلعه به کار رفته عبارت‌اند از؛ سنگ‌لاشه با ملات آهک و سنگ‌ریزه. این قلعه از تصرف و تخریب توسط مغول‌ها و حملهٔ اعراب در امان مانده‌است.
احمد کسروی در نشریهٔ بهار نوشته‌است:
 «اوایل قرن سوم که دامنهٔ فتوحات اسلامی در آسیا تا حدود چین و در آفریقا تا سواحل بحر اطلس و در اروپا تا وراء جبل آلپ امتداد یافته بود و در پایتخت‌های اسپانیا و پرتغال به جای ناقوس صدای اذان مسلمین به اطراف طنین می‌انداخت، در قلل جبال سوادکوه آتشکده‌های دین زرتشت دایر و مشتعل بود و اسپهبدان هنوز کیش نیاکان خود را از دست نداده بودند.»

## معماری
دژ کنگلو زمانی در سه طبقه ساخته شده بود. اما با توجه به از میان رفتن بخش اعظمی از معماری طبقهٔ سوم، کار کاوش در فضاهای طبقهٔ دوم به روش ارگانیک آغاز شد. در این طبقه سه فضا، یکی در وسط به شکل مستطیل و دو دیگر به شکل نیم دایره در دو طرف آن کشف شد و حفاری آن‌ها تا روی کفی از جنس ملات گچ که در نتیجه پر نمودن طبقه اول احداث شده‌است، ادامه یافت.
عناصر معماری مکشوف شامل دیوارهای جدا کننده، طاق و قوس پنجره، طاقچه و ورودی‌ها، با چسباندن شماره‌های لوکس و شناسه‌های عمق و لایهٔ مستندسازی و سپس اطلاعات و شناسنامه هر یک از عناصر پس از برداشت‌های فنی، مرقوم شده.
در قسمت میانی و طرفین بارو، برجهای دیده‌بانی را تعبیه کرده بودند. فضای داخلی دژ با توجه به آثار باقی‌مانده دایره شکل و در دو طبقه ساخته شده بود. پلان و شکل این بنا در میان دژهای ایران منحصر بفرد می‌باشد. برج‌های کناری برای استحکام بیشتر توپر ساخته شده‌اند تا بر استواری و استحکام باروها بیفزایند این دو برج به یک برج مدور بزرگ منتهی می‌شدند که ارگ اصلی قلعه بوده و ورودی کوچکی در پائین قرار داشت.
بیشتر قسمت‌های آن در طی زمان از میان رفته و در حال حاضر نمای بیرونی آن شامل دو باروی عظیم به شکل دو بازوی گشاده می‌باشد. نوع معماری آن طوری است که مانع ورود غریبه‌ها و مهاجمان به داخل می‌شد و تنها مسیر ورودی به این کوه کله قندی پر شیب را مسدود می‌کرد.

## کاربری
در کنگلو نشانه‌هایی مانند اشیائی با علائم میترائیستی یافته‌شده که نشان می‌دهد این مکان نیایشگاه مهر (میترا) بوده‌است.
بعضی نیز به علت یافته‌شدن چربی در این مکان، عقیده دارند این قلعه نیایشگاه آناهیتا (الههٔ آب) بوده‌است.
دژ کنگلو به هنگام حملات و یورش ناگهانی دشمنان دارای کاربردی سپر مانند بود و در طراحی آن، جنبهٔ تدافعی را در اولویت قرار داده‌اند. این بنا احتمالاً مربوط به سده‌های اولیهٔ اسلامی است و به دلیل نبود شواهد و مکتوبات تاریخی، تاریخ دقیق ساخت آن تاکنون مشخص نشده‌است.
(در یشتای به گنگ دژ اشاره شده که بر سر کوه بلندی ساخته شده‌است که احتمالاً منظور آن قلعه کنگلو است) 